# Bolondrón
Bolondrón är en ort i Kuba.   Den ligger i provinsen Matanzas, i den västra delen av landet, 100 km öster om huvudstaden Havanna. Bolondrón ligger 53 meter över havet och antalet invånare är 6 778.
Terrängen runt Bolondrón är platt. Runt Bolondrón är det ganska tätbefolkat, med 93 invånare per kvadratkilometer. Närmaste större samhälle är Unión de Reyes, 9,9 km väster om Bolondrón. Omgivningarna runt Bolondrón är en mosaik av jordbruksmark och naturlig växtlighet.